# Hieroteusz (Petrakis)
Hieroteusz, nazwisko świeckie Petrakis (ur. 4 października 1930, zm. 1 marca 2019) – grecki biskup prawosławny w jurysdykcji Patriarchatu Aleksandryjskiego.

## Życiorys
Chirotonię biskupią otrzymał 6 lutego 1977 r. jako wikariusz patriarchy aleksandryjskiego, z tytułem biskupa Eleusis. Od 1982 r. był przedstawicielem Patriarchatu Aleksandryjskiego przy metropolii Pireusu Greckiego Kościoła Prawosławnego. 25 lutego 2010 r. przeszedł w stan spoczynku. Przebywał w Nikiei.
Zmarł w 2019 r.